# Kangersuatsiaq Helistop
Kangersuatsiaq Helistop (IATA: , ICAO: BGKS) er en grønlandsk flyveplads beliggende i Kangersuatsiaq (Prøven) med et græslandingsområde på 18 m x 27 m. I 2008 var der 349 afrejsende passagerer fra flyvepladsen fordelt på 90 starter (gennemsnitligt 3,88 passagerer pr. start).
Kangersuatsiaq Helistop drives af Mittarfeqarfiit, Grønlands Lufthavnsvæsen. Statens Luftfartsvæsen fører tilsyn med flyvepladsen.

## Eksterne links
- AIP for BGKS fra Statens Luftfartsvæsen Arkiveret 24. februar 2012 hos  Wayback Machine